# Привітна вулиця (Київ)
Приві́тна ву́лиця — вулиця у Солом'янському районі міста Києва, місцевість Батиєва гора. Пролягає від Громадської вулиці до Докучаєвської вулиці та Докучаєвского тупика (продовженням Привітної вулиці слугує вулиця Романа Ратушного).
Прилучаються вулиці Дружня, Радісна, Локомотивна та Кондукторська.

## Історія
Вулиця виникла близько 1909 року, мала назву 6-та Лінія, як і всі інші вулиці Батиєвої гори. Сучасна назва — з 1958 року.

## Культові споруди
За адресою Привітна вулиця, 24 знаходяться водонапірні бетонні баки для паротягів дореволюційної побудови. В одному з них організовано церкву Ікони Пресвятої Богородиці «Одигитрії» у Солом'янському районі м. Києва Української Православної Церкви Київського Патріархату.

## Зображення

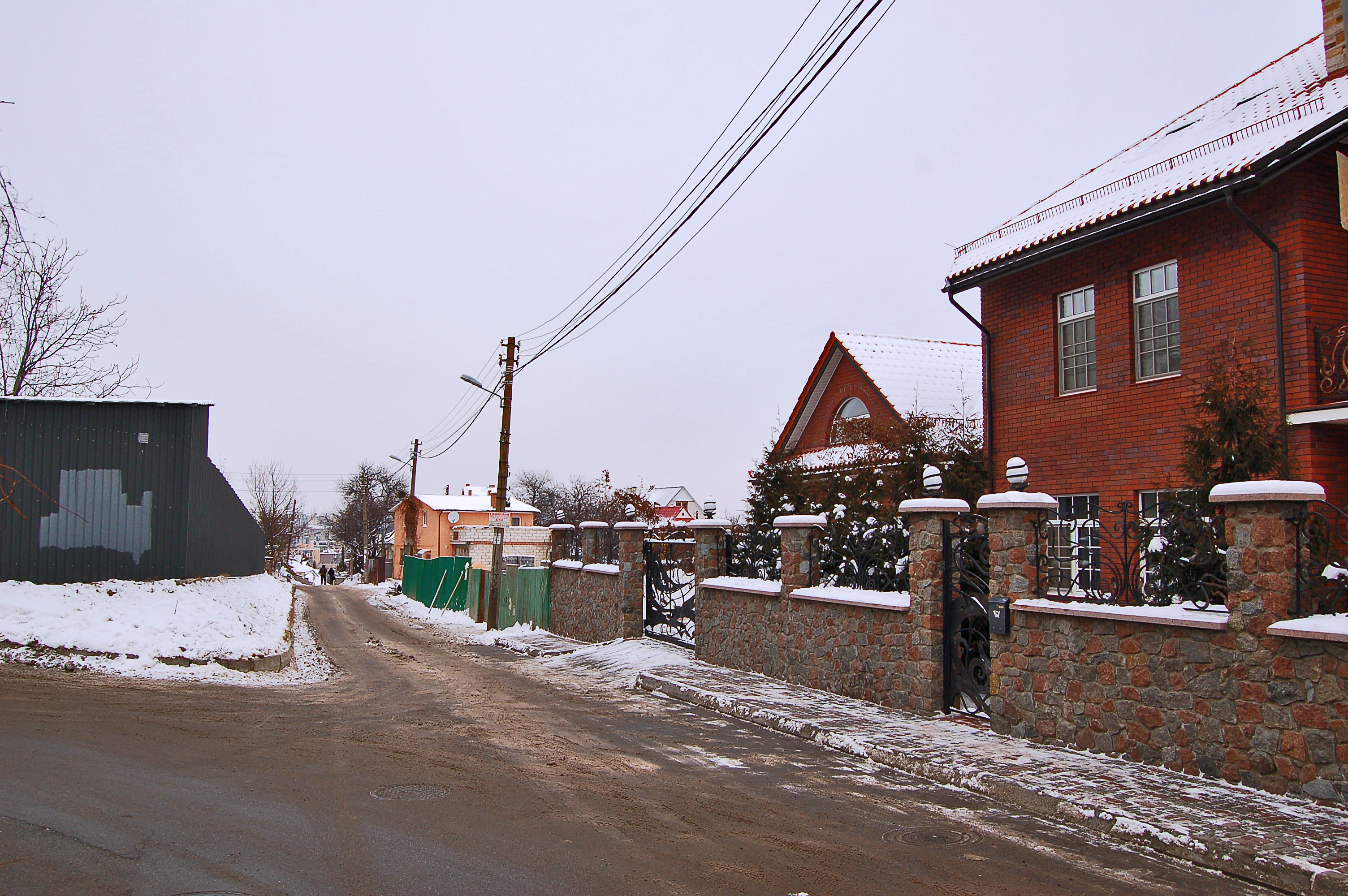
Привітна вулиця
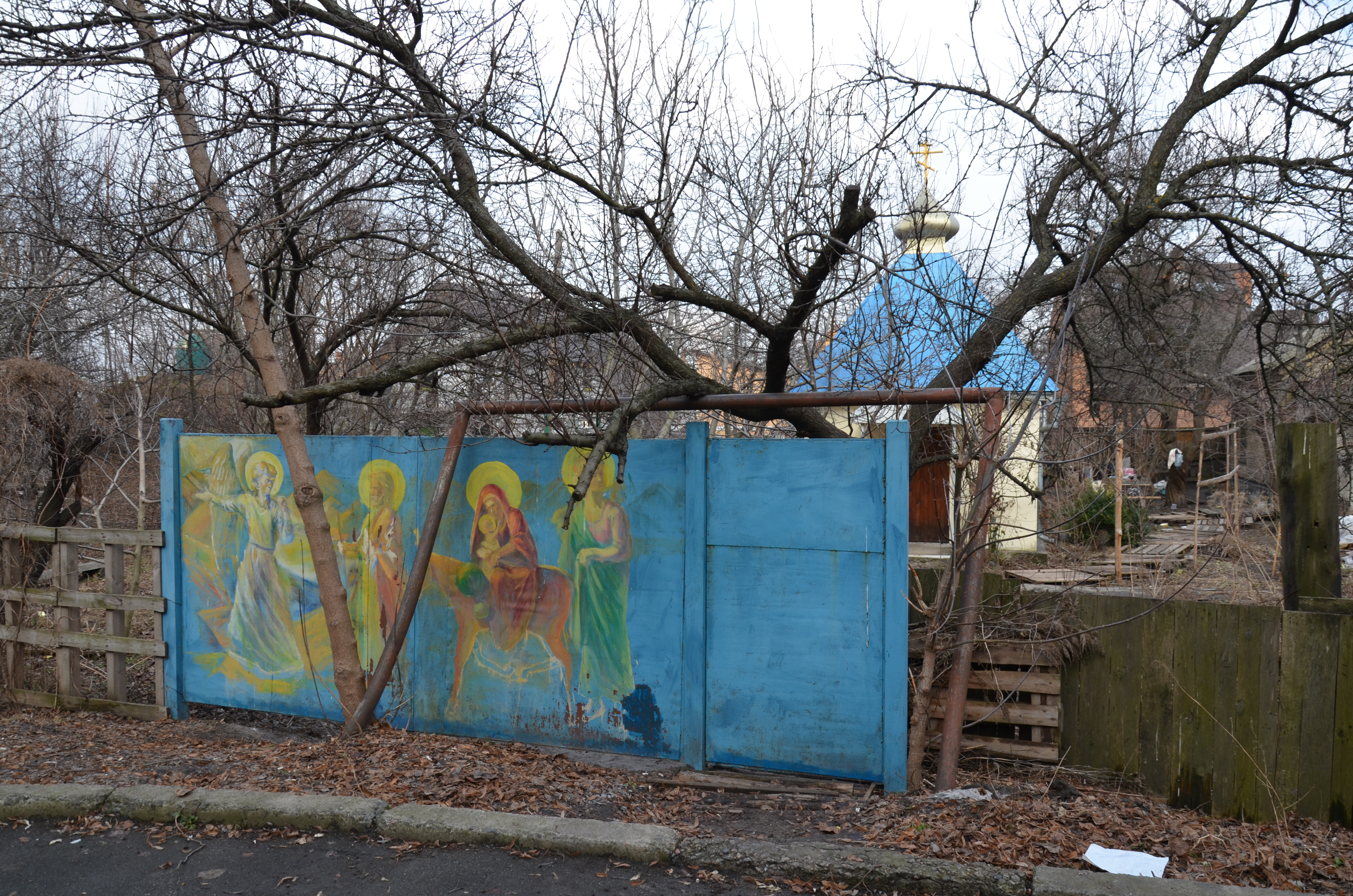
Церква Ікони Пресвятої Богородиці «Одигитрії»
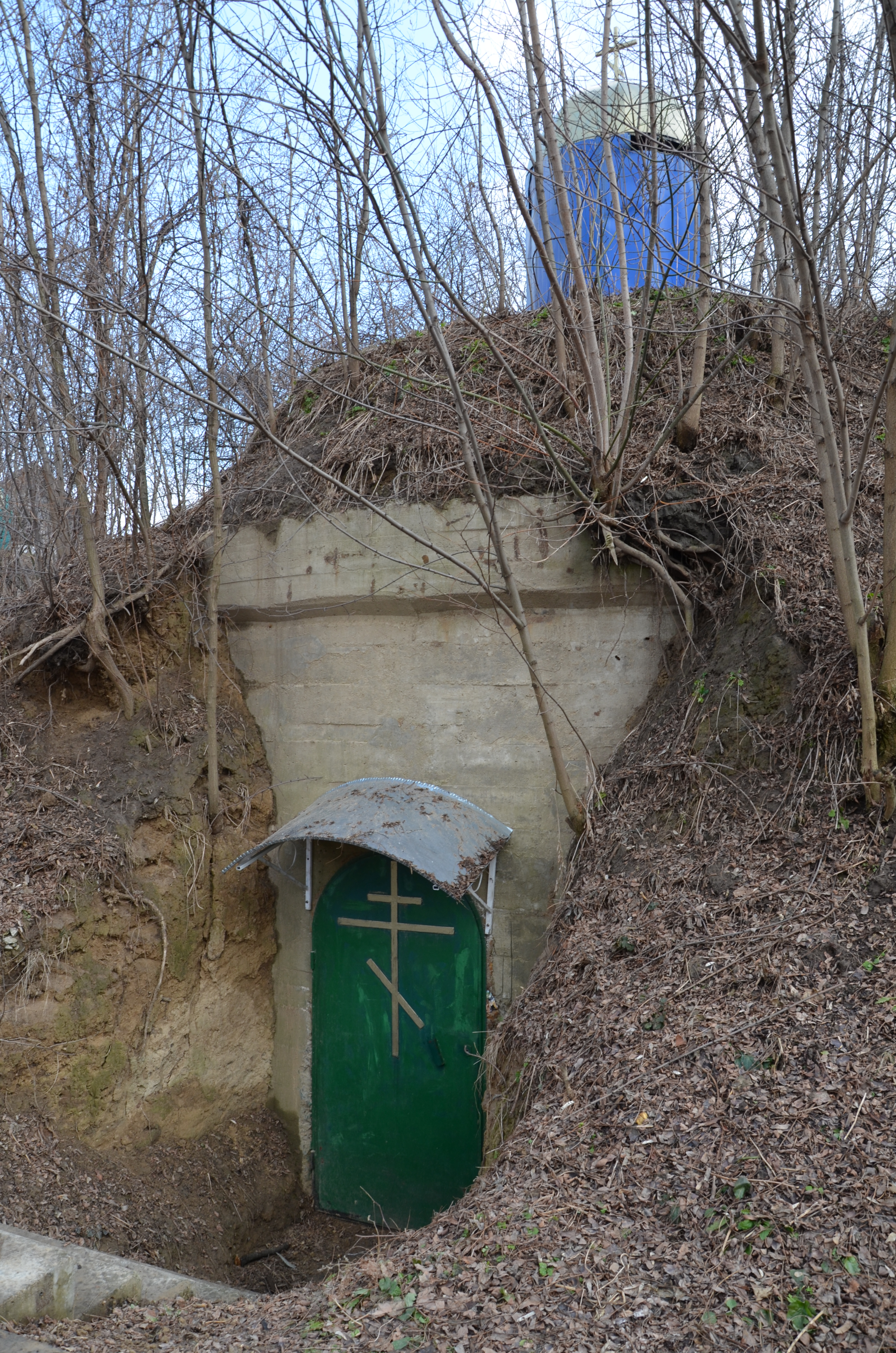
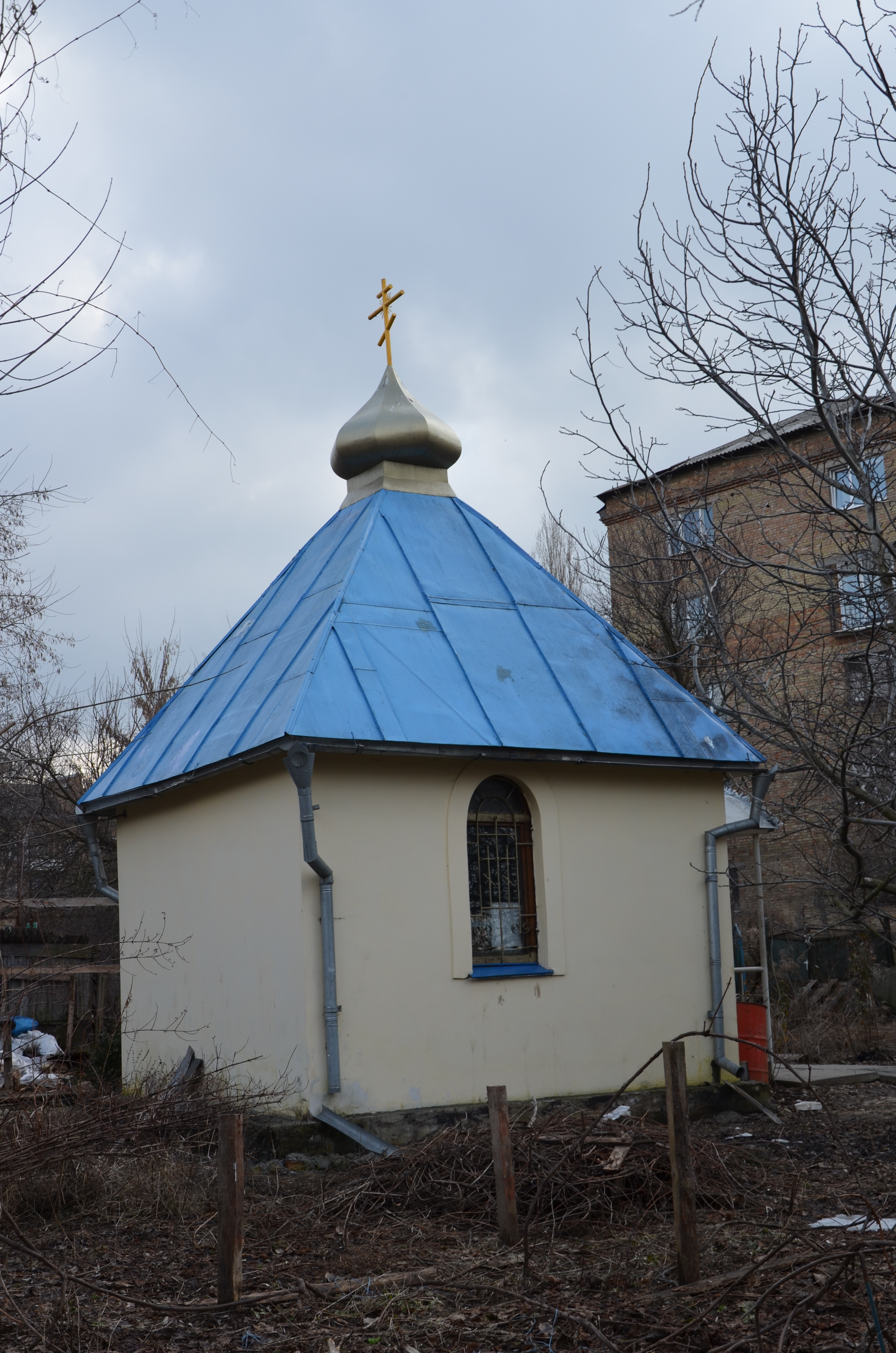